# クラークスビル (カリフォルニア州)
クラークスビル (Clarksville)、別名でトング・ランチ (Tong Ranch) は、アメリカ合衆国カリフォルニア州エルドラド郡の非法人地域。プラサービルの西南西14マイル (23 km)ほどに位置しており、標高は676フィート（206m）である。
1950年代のカリフォルニア・ゴールドラッシュの時期、当地は近傍でクラークソン (Clarkson) という人物が酒場を営業していたことからクラークソンズ・ビレッジ (Clarkson's Village) と通称されていたが、1855年に最初に郵便局が開設された際、郵政当局がこれをクラークスビルと改名し、以降この地名が定着した。一時は千人を超える人口があり、事業所もいくつか存在していた。しかし、ゴールドラッシュが終焉を迎え、また当地を通らずに開通した鉄道が重要な交通手段となっていくと、クラークスビルは衰退し始めた。20世紀初頭には、リンカーン・ハイウェイ、後の国道50号線が当地を経由したことで、一定の活気が維持されたが、1960年代以降、国道のルートは変更され、クラークスビルは決定的に衰退していった。
1931年の時点で、当地に残っていた住民は20人しかいなかった。現在では人口はさらに少なくなっているが、クラークスビル遺産協会 (the Clarksville Heritage Society) が町の歴史を保全している。また、2006年には、クラークスビル地方歴史協会 (Clarksville Region Historical Society) が結成された。
クラークスビルでは、1855年から1924年にかけて、次いで1927年から1934年にかけて郵便局が運営されていた。